# Сквер (ТВ филм)
„Сквер” је југословенски ТВ филм из 1967. године. Режирао га је Драгослав Лазић а сценарио су написали Маргуерите Дурас и Драгослав Лазић.

## Улоге
| Глумац                | Улога |
| --------------------- | ----- |
| Слободан Цица Перовић |       |
| Неда Спасојевић       |       |